# Gvajava
Gvajava (znanstveno ime Psidium guajava) je vednozeleno tropsko drevo, katerega domovina je Srednja Amerika.

## Opis
Drevo gvajave zraste do višine 8 metrov in ima tanko deblo, prekrito z luskasto rjavo zeleno skorjo. Listi so usnjati in ovalno podolgovati, po zgornji strani svetlo zeleni, po spodnji pa prekriti z gostimi dlačicami. Žile na listih so dobro vidne in vdrte v površino zgornjega dela lista. Na spodnji strani izrazito izstopajo. Na veje so nameščeni parno, na vsaki strani veje po eden. Peclji so kratki, na njihovem stičišču z vejo pa se razvijejo cvetovi. Cvetovi rastejo posamezno, ali pa po dva ali trije naenkrat. Cvetovi bele barve imajo po navadi po pet venčnih listov, nameščeni pa so na drobne peclje. Prašniki poženejo daleč izven cveta. Oprašeni cvetovi se razvijejo v velik okrogel ali hruškasto oblikovan plod bele, rumene ali rdečkaste barve, ki ima na spodnjem koncu še vedno viden ostanek cvetne čaše. V plodu so številna ledvičasta ploščata semena.

## Razširjenost
Drevo je razširjeno v tropskem in subtropskem podnebju, njegova matična domovina pa je Srednja Amerika. Od tam so jo kot okrasno drevo raznesli po svetu, kjer jo gojijo v rastlinjakih in zimskih vrtovih. Zahteva plodno podlago, zmerne temperature in veliko vlage. 
V naravi se razmnožuje s semni, umetno pa jo gojijo iz olesenelih potaknjencev.